# Fox Glacier
Fox Glacier er en 13 km lang gletsjer i Westland National Park på vestkysten af New Zealands Sydø. Den fik sit navn i 1872 efter et besøg af daværende premierminister i New Zealand, William Fox.
Fox Glacier falder 2600 meter fra bjergkæden Southern Alps og ned mod kysten, og den er ligesom den nærliggende Franz Josef Glacier en af verdens lettest tilgængelige gletsjere grundet en beliggenhed, der slutter i regnskov kun 300 meter over havets overflade. Der laves dagligt guidede ture op på gletsjeren enten som vandrerture gennem regnskoven eller via helikopter op på gletsjerens øverste del.